# Гешко Стаматоски
Гешко Стаматоски е български революционер, деец на Вътрешната македоно-одринска революционна организация.

## Биография
Роден е в 1876 година в дебърското село Осой. Присъединява се към ВМОРО и действа в Галичко-Реканския район. Четник е при Георче Петров и Ташко Цветков. Участва в Илинденско-Преображенското въстание в 1903 година. Умира в родното си село в 1908 година.